# I Wanna Be Your Dog
"I Wanna Be Your Dog" is een nummer van de Amerikaanse rockband The Stooges uit het jaar 1969 van het debuutalbum getiteld The Stooges. Het nummer heeft een heel herkenbare riff, met slechts 3 akkoorden (G, F♯ and E), dat vrijwel doorlopend door het hele nummer wordt gespeeld. Het nummer begint met een voor die tijd opvallend rauwe en 'distortion'-rijke gitaarintro, gevolgd door een ritmische pianoriff van één noot (door producer John Cale) en een gelijkmatige opzwepende beat. De stijl wordt omschreven als protopunk en garagerock. Opvallend is het gebruik van sleebellen. 
In de controversiële tekst zingt Iggy Pop hoe hij seksueel gebruikt wil worden door een vrouw en het is daarom een van de nummers die zijn reputatie van uitzinnig en onvoorspelbaar punkicoon vestigde. In een interview met Howard Stern omschreef Iggy Pop de gedachte achter de tekst: "Heb je ooit een echt knappe vrouw op straat zien lopen, goed gekleed, met een hond? En haar hond is...zeg maar...intiem met haar lichaam, en ze is dol op hem en zo. Eigenlijk is het het idee 'ik wil met je lichaam samensmelten'. Ik wil niet met je praten over literatuur of je als persoon beoordelen. Ik wil als een hond achter je aan komen." 